# 張迪文
張迪文（Jayden Cheung，2001年10月14日—）香港男演員，2018年就讀中學期間參演音樂劇，後獲推介參演其他作品，在2023年ViuTV電視劇《那年盛夏我們綻放如花》領銜主演柯志恆一角為人所知，並因劇中角色被觀眾和網民稱為「柯狗」。

## 演出作品

### 電視劇（ViuTV）

#### 2024年
•  《出租大叔》 飾  陸奧雷 (少年版)

#### 2023年
- 《那年盛夏我們綻放如花》 飾 柯志恆（領銜主演）

### 舞台劇

#### 2021年
- 《N.S.A.D 無異常發現》

#### 2022年
- 《知秋》
- 《無動物戲劇》

#### 2023年
- 《我可以做的就是____》

#### 2024年
- 《野草》

### 電影

#### 2018年
- 《吊吊揈》（鮮浪潮短片）[4]

#### 2021年
- 《人來人往》[5]（短片）

#### 2024年
- 《極樂》（鮮浪潮短片）

#### 2025年
- 《眾生相》[6]

### 微電影

#### 第十一屆微電影「創+作」支援計劃音樂篇（2024）
- 《波板糖》
- 《一次別離》
- 《死火傳說》
- 《水生木》

### MV

#### 2020年
- 陳健安 《惡夢經》

#### 2022年
- 陳健安 《創作者的派對》
- Nowhere Boys 《地球候機室》

#### 2023年
- 艾粒 《仍然未說的》
- 何洛瑤 《be friend ok?》

#### 2024年
- 陳詠桐 《日光》
- per se 《也許沒有未來神》
- per se 《記憶之流》
- 林愷鈴 《愛過》

## 外部連結
- 張迪文的Instagram帳戶
- 張迪文在互联网电影资料库（IMDb）上的資料（英文）